# Africa Cup Sevens Femenino 2007
La Africa Sevens Femenino de 2007 fue la segunda edición del principal torneo de rugby 7 femenino de África.

## Fase de grupos

### Grupo A
| Equipo    | Encuentros | Encuentros | Encuentros | Encuentros | Tantos  | Tantos    | Tantos     | Puntos |
| Equipo    | jugados    | ganados    | empatados  | perdidos   | a favor | en contra | diferencia | Puntos |
| --------- | ---------- | ---------- | ---------- | ---------- | ------- | --------- | ---------- | ------ |
| Sudáfrica | 4          | 4          | 0          | 0          | 125     | 24        | +121       | 12     |
| Kenia     | 4          | 3          | 0          | 1          | 98      | 38        | +60        | 10     |
| Uganda A  | 4          | 2          | 0          | 2          | 37      | 47        | −10        | 8      |
| Zambia    | 4          | 1          | 0          | 3          | 90      | 41        | +49        | 6      |
| Burundi   | 4          | 0          | 0          | 4          | 0       | 200       | −200       | 4      |

### Grupo B
| Equipo                  | Encuentros | Encuentros | Encuentros | Encuentros | Tantos  | Tantos    | Tantos     | Puntos |
| Equipo                  | jugados    | ganados    | empatados  | perdidos   | a favor | en contra | diferencia | Puntos |
| ----------------------- | ---------- | ---------- | ---------- | ---------- | ------- | --------- | ---------- | ------ |
| Uganda                  | 4          | 4          | 0          | 0          | 129     | 10        | +119       | 12     |
| Túnez                   | 4          | 3          | 0          | 1          | 109     | 27        | +82        | 10     |
| Universidad de Pretoria | 4          | 2          | 0          | 2          | 85      | 40        | +45        | 8      |
| Zimbabue                | 4          | 1          | 0          | 3          | 23      | 122       | −99        | 6      |
| Ruanda                  | 4          | 0          | 0          | 4          | 5       | 153       | −148       | 4      |

## Fase Final

### Copa de oro
|  | Semifinales | Semifinales | Semifinales |        |           | Copa      | Copa | Copa |  |
|  |             |             |             |        |           |           |      |      |  |
|  |             |             |             |        |           |           |      |      |  |
|  | Sudáfrica   | Sudáfrica   | 34          |        |           |           |      |      |  |
|  | Sudáfrica   | Sudáfrica   | 34          |        |           |           |      |      |  |
|  | Túnez       | Túnez       | 0           |        |           |           |      |      |  |
|  | Túnez       | Túnez       | 0           |        | Sudáfrica | Sudáfrica | 20   |      |  |
|  |             |             |             |        | Sudáfrica | Sudáfrica | 20   |      |  |
|  |             |             | Uganda      | Uganda | 7         |           |      |      |  |
|  | Uganda      | Uganda      | Uganda      | Uganda | 7         | 14        |      |      |  |
|  | Uganda      | Uganda      |             |        |           | 14        |      |      |  |
|  | Kenia       | Kenia       | 0           |        |           |           |      |      |  |
|  | Kenia       | Kenia       | 0           |        |           |           |      |      |  |
|  |             |             |             |        |           |           |      |      |  |

| Bandera de Sudáfrica |
| Campeón Sudáfrica    |
| Segundo título       |